# درگیری اسرائیل و غزه
درگیری اسرائیل و غزه بخشی از درگیری فلسطین و اسرائیل است، اما همچنین صحنه جنگ قدرت بین قدرت‌های منطقه‌ای از جمله مصر، ایران و ترکیه و قطر است که از طرف‌های مختلف درگیری با توجه به بن‌بست منطقه‌ای حمایت می‌کند. ایران و عربستان سعودی از یک‌سو و بین قطر و عربستان سعودی از سوی دیگر و همچنین بحران در روابط مصر و ترکیه در این درگیری خودش را نشان می‌دهد.

## تاریخچه
در ۱۹ ژانویه ۲۰۰۸، ایهود باراک، وزیر دفاع اسرائیل، به ارتش دستور داد تا تمامی گذرگاه‌ها و راه‌های ورودی به نوار غزه بسته شود و محاصرهٔ کامل باریکهٔ غزه آغاز شود.
با وجود ادعای نظامیان اسرائیلی مبنی بر شلیک بیش از ۱۵۰ موشک طی ۴ روز (۱۶ تا ۱۹ ژانویه) از غزه به خاک اسرائیل، هیچ تلفات انسانی از سوی اسرائیلی‌ها در نتیجه این حملات اعلام نشده است. این در حالی است که به گفتهٔ روانشناسان اسرائیلی، بسیاری از اهالی شهر اسرائیلی سدروت که در تیررس موشک‌های قسام قرار دارند، از آسیب روحی ناشی از وحشت فرودآمدن موشک در مدرسه و خانه‌هایشان در طول شبانه روز رنج می‌برند.
کابینهٔ اسرائیل، در روز ۱۸ ژانویه، نوار غزه را به عنوان یک «ماهیت خصمانه» قلمداد کرد و به این ترتیب اسرائیل اجازه یافت تا عرضهٔ برق، آب و سوخت را به این بخش از اراضی فلسطینی که تحت کنترل حماس است، قطع کند.

## تلفات
از آغاز محاصرهٔ نوار غزه، نیروهای اسرائیلی بیش از ۱۴۰۰ فلسطینی را کشته و ۴۰۰۰ تن را زخمی‌کرده‌اند.
معاون سیاسی دبیرکل سازمان ملل نیز در نشست ۲۳ ژانویه اعلام کرد، این درگیری‌ها منجر به زخمی‌شدن ۱۱ اسرائیلی و کشته‌شدن یکی از اتباع اکوادور و همچنین کشته شدن ۴۲ فلسطینی و زخمی‌شدن ۱۱۷ نفر از آنان شده است.

## قطع برق در غزه
در پی محاصره نوار غزه توسط اسرائیل، تأمین برق نوار غزه با مشکلات جدی روبرو شد. اسرائیل همواره مدعی است که این ادعا یک ترفند تبلیغاتی از سوی گروه حماس بوده است.
به دنبال کاهش سوخت‌رسانی به نیروگاه برق غزه از سوی شرکت‌های اسرائیلی، دو توربین از چهار توربین این نیروگاه دو ماه پیش از آغاز محاصره متوقف شده بود. به دلیل محاصرهٔ کامل و عدم سوخت‌رسانی به این نیروگاه، برق بسیاری از نقاط باریکهٔ غزه از ۲۳ ژانویه به‌طور کلی قطع شد و باعث شد که بیمارستان‌های این منطقه از ذخایر سوختی خود استفاده کنند. سازمان ملل نیز محموله‌های اضطراری سوختی را از دپوی این سازمان در داخل نوار غزه به بیمارستان‌ها فرستاد.
نوار غزه ۷۰ درصد از نیروی برق مورد نیاز خود را از اسرائیل دریافت می‌کند و ۵ درصد نیز از مصر در اختیار آن ناحیه قرار می‌گیرد و تنها ۲۵ درصد از برق مورد نیاز توسط نیروگاه محلی تولید می‌شود.
وزارت خارجهٔ اسرائیل مدعی است که حماس «عمداً» دستور خاموشی کامل صادر کرده بود تا یک فشار بین‌المللی علیه اسرائیل ایجاد کرده باشد. همچنین برخی خبرگزاری‌های جهان تصاویری را از تظاهرات علیه «خاموشی مطلق» غزه منتشر کردند که در جریان آنچه که از سوی گروه حماس اعتراض به «خاموشی مطلق» نام گرفته بود، نشان می‌داد که تظاهرکنندگان شمع و قرآن به دست گرفته‌اند، ولی نور برق خیابان پشت سرشان می‌درخشد.
در این حال واشینگتن پست نوشت که مقامات و منابع اروپایی نبود سوخت و تعطیلی اجباری تنها نیروگاه برق شهر را تأیید کرده‌اند.
نیویورک تایمز نیز نوشت، اسرائیل کاهش جریان برق ارسالی به غزه را به اندازهٔ یک مگاوات از ۸ فوریه آغاز کرده و بسته به شرایط امنیتی و نیاز جمعیت غزه، هر هفته یک مگاوات می‌تواند به این تحریم اضافه شود. این تحریم پس از آن آغاز شد که دادگاه عالی اسرائیل اعتراض ۱۰ گروه مدافع حقوق بشر به کاهش ذخایر سوخت و جریان برق غزه را رد کرد.
تسیپی لیونی وزیر خارجه اسرائیل، در دیدار با اهالی شهرک سدروت که بیشترین آسیب‌ها را در پی حملات راکتی از نوار غزه به سوی خاک اسرائیل، متحمل شده است، گفت: «اسرائیل تنها کشور جهان است که برق یک سازمان تروریستی همانند حماس را تأمین می‌کند که به آدمکشی بپردازد».
این ادعا در حالی مطرح می‌شود که نهادهای وابسته به سازمان ملل و نیز کمیسر خارجی اتحادیه اروپا اصولاً هر نوع مجازات دسته جمعی علیه فلسطینی‌ها به منظور توقف شلیک موشک‌های قسام به خاک اسراییل را رد می‌کنند و خواهان حل این مشکل از راه‌های سیاسی هستند.
به منظور ابراز همدردی با خاموشی در نوار غزه، «کمیتهٔ اروپا برای رفع محاصرهٔ غزه» تحت شعار «همهٔ ما اهل غزه هستیم»، از مردم سراسر اروپا خواست تا در روز ۲۵ ژانویه به مدت ۲۰ دقیقه چراغ‌های منازل خود را خاموش کنند.

## اقدامات سازمان ملل
شورای حقوق بشر سازمان ملل نیز طی قطعنامه‌ای، حملات نظامی اسرائیل به غزه و شهر نابلس در کرانه باختری را «نقض جدی حقوق» غیرنظامیان فلسطینی خواند. همچنین کمیسر عالی حقوق بشر سازمان ملل نیز «کاربرد نامتناسب زور و کشتارهای هدفمند» اسرائیل و همچنین «اقدام پیکارجویان فلسطینی در پرتاب راکت به اسرائیل» را محکوم کرد.
در واکنش به این قطعنامه، اسحاق لوانون، نمایندهٔ اسرائیل در سازمان ملل اظهار داشت: «خوشحالم که اسرائیل در این سیرک شرکت نکرد. امیدوارم جلسات ویژه (شورا) در آینده تنها برای مسائلی که نیازمند بحث جدی است و برای یافتن راه حل مشکلات، تشکیل شود».
در پی بمباران ساختمان خالی از سکنه وزارت کشور گروه حماس، که به کشته شدن یک غیرنظامی منجر شد، جان دوگارد کارشناس سازمان ملل در امور حقوق بشر در سرزمین‌های فلسطینی که در ژنو مستقر است، از بمباران ساختمان اسبق خالی از سکنه حماس توسط نیروی هوایی ارتش اسرائیل انتقاد کرد و خواستار محاکمهٔ مسؤولین این حمله به دلیل تلفات غیرنظامی آن شد. وی این حمله را «جنایت جدی جنگی» نامید و خواستار محاکمه و مجازات مسئولان ذیربط شد.

### شورای امنیت سازمان ملل
با وخیم شدن اوضاع انسانی در نوار غزه، شورای امنیت سازمان ملل نشست اضطراری برگزار کرد. شورای امنیت پس از سه دور مذاکره فشرده، به دلیل حمایت‌های آمریکا از اسرائیلی‌ها نتوانست در خصوص یک بیانیه ریاست شورا در محکومیت اقدامات اسرائیل در غزه به توافق برسد. علی‌رغم موافقت ۱۴ عضو این شورا برای صدور بیانیه‌ای اصلاح‌شده، مخالفت آمریکا مانع از تصویب قطعنامه شده.
در واکنش تسیپی لیونی وزیر خارجه اسرائیل، اظهار داشت که: «اسرائیل از مردمش دفاع خواهد کرد، حتی به قیمت محکومیت در شورای امنیت سازمان ملل متحد».

## واکنش‌ها

### انتقادات در اسرائیل
گروه‌های مختلف حقوق بشر در اسرائیل نیز این اقدام دولت اولمرت را محکوم کردند و خواستار رفع محاصرهٔ غزه شدند. همچنین خانواده‌های گروهی از سربازان اسرائیلی در خصوص حملهٔ گستردهٔ نظامی به غزه، به اولمرت هشدار دادند.

### سران کشورهای عرب
به دنبال بحران غزه، سران کشورهای عضو اتحادیهٔ عرب، نشست اضطراری در کشور مصر تشکیل دادند که به صدور قطعنامه‌ای در محکومیت اقدامات اسرائیل منجر شد. وزرای خارجه عرب در پایان نشست خود در پایتخت مصر، در بیانیه‌ای اعلام کردند: «اسرائیل به عنوان یک رژیم اشغالگر، به‌طور کامل مسؤول وخامت اوضاع در اراضی فلسطین است و باید هرچه سریع‌تر همهٔ تهاجمات مستمر به افراد غیرنظامی را متوقف کند و به سیاست محاصره و مجازات جمعی پایان دهد». این وزرا همچنین از شورای امنیت سازمان ملل خواستند تا به مسؤولیت‌اش در زمینهٔ توقف تهاجم اسرائیل، لغو محاصرهٔ غزه، حفظ جان مردم و حقوق‌شان در چارچوب حقوق بین‌المللی عمل کند.

### اتحادیهٔ اروپا
اتحادیهٔ اروپا نیز در نشست ۲۸ ژانویهٔ خود در بروکسل، از وخامت اوضاع انسانی در نوارغزه ابراز نگرانی کرد و خواستار توقف فعالیت‌های شهرک‌سازی اسرائیل شد. در بیانهٔ این اتحادیه آمده است: «اتحادیه اروپا معتقد است که شهرک‌سازی در هر جایی از سرزمین‌های اشغالی براساس قوانین و موازین بین‌المللی غیرقانونی است و این مسئله شامل شهرک‌ها در قدس و کرانهٔ باختری هم می‌شود». در این بیانیه اضافه شده است: «شهرک‌سازی مانعی در مسیر صلح است و اتحادیه اروپا از فعالیت‌های اخیر شهرک‌سازی به‌ویژه تصمیم ساخت واحدهای مسکونی در منطقه هارهوما (جبل ابوغنیم) در جنوب شرقی قدس بسیار نگران است.»

## آتش‌بس

گذرگاه رَفَح در مرز میان مصر و نوار غزه، این گذرگاه برای فلسطینی‌ها بسیار مهم است چرا که باریکه غزه را به مصر و دیگر کشورهای عربی متصل می‌کند

با تأیید پذیرش آتش‌بس از جانب اسرائیل و حماس که با میانجیگری مصر به مذاکره پرداخته بودند، مقرر شد آتش‌بس از ساعت ۶ صبح پنجشنبه ۱۹ ژوئن ۲۰۰۸ به اجرا درآید و چنانچه طی مدت سه روز، از نوار غزه موشکی به سمت شهرک‌های اسرائیلی شلیک نشود، اسرائیل نیز با کاهش محاصره اقتصادی این منطقه اجازه ورود مواد اولیه و کالاهای اساسی را به‌طور گسترده به نوار غزه خواهد داد.
مدت این آتش‌بس ۶ ماه است و شامل کرانه باختری نمی‌شود، مطابق توافق به عمل آمده در مرحله اول آتش‌بس، قرار است درگیری‌ها متوقف شده و قسمت‌هایی از مرز غزه باز شود و در مرحله دوم آزاد کردن گیلعاد شالیت سرباز اسرائیلی در قبال بازگشایی گذرگاه اصلی رفح مقدور می‌گردد.
طرفین آتش‌بس در مورد دوام این توافق‌نامه نظرات متفاوتی دارند، شیمون پرز رئیس‌جمهور اسرائیل می‌گوید: نسبت به این امر که سازمان‌های ترور در داخل غزه تا چه حد به این قرارداد پای بند بمانند تردید دارد ولی مقامات حماس در غزه اطمینان خود را از اینکه تمام گروه‌های مسلح در نوار غزه آتش‌بس را رعایت خواهند کرد اعلام کرده است.